# 大家彩香
大家 彩香（おおいえ あやか、1989年7月24日 - ）は、フリーアナウンサー。元札幌テレビ放送アナウンサー。テレビ朝日アスク出身。身長155cm。

## 来歴
東京都出身。跡見学園中学校・高等学校、フェリス女学院大学卒業後、2012年4月入社、『どさんこワイド179』でアナウンサーデビュー。2014年から『どさんこワイド!!朝!』に出演。早朝番組のため、夜7時には就寝し、目覚まし時計3個を鳴らし1時に起床しているという。
2016年からは、元々ナレーションとして出演していた北海道の各地でロケを行うSTVのバラエティ番組『1×8いこうよ!』に木村洋二の代理で出演。その後も木村の代理で、レギュラーの大泉洋と度々共演、2017年からは番組リニューアルに伴い進行役となった。
2024年9月30日、「どさんこワイド!!朝!」のエンディングにて同日付けで札幌テレビ放送を退職し、翌10月1日からフリーとなることを報告。番組終了後に自身のInstagramにて改めて退職の件を報告した。
札幌テレビ放送を退社後、合同会社おおいえを設立し引き続き「どさんこワイド!!朝!」及び「1×8いこうよ!」への出演を続けていたが、2024年12月16日「どさんこワイド!!朝!」のエンディングにて同月末をもって降板することを発表、27日の放送で出演を終えた。

## 出演

### 現在の担当番組
- 1×8いこうよ!（ナレーション・進行役） - 2016年1月下旬から木村洋二の代理としてレギュラー出演、番組リニューアルに伴い進行役に。その後も、不定期で出演。

### その他の出演番組
- 八木菜摘のいろはにニッポン（ゲスト）
- 大泉洋の驚きジャパン（日本テレビ、2017年8月5日、2018年8月11日）
- 今夜くらべてみました（日本テレビ、2017年11月15日）徳井ロケ、第一型破りアナウンサー「型破りなルックス女子アナ」として出演。
- 金曜ロードSHOW!特別エンターテインメント全国好きな嫌いなアナウンサー大賞（日本テレビ、2017年5月12日、2018年6月1日、2019年5月10日）
- みんなで道フェス!2019（2019年2月23日、北海道内テレビ6局による合同制作の同時生放送特別番組）
- 大泉物産展への道（2020年2月22日）
- ヒルナンデス（日本テレビ、2020年6月18日）

### 過去の担当番組
- どさんこワイド（木・金曜サブキャスター、2013年4月 - 2014年3月28日） - 以前は街角リポーターも担当。
- どさんこワイド!!朝!（メインキャスター、2014年3月31日 - 2024年12月27日）
- ようこそ!洋二の部屋（STVラジオ、2012年10月 - 2015年9月）
- たびばん[8]（2013年4月21日 - 不定期）
- ジョシスタ～あいく的（ナレーション）
- アタックヤング60（STVラジオ、2022年4月担当）
- まるごと!エンタメ〜ション
  - ようじのぢかん 6月第3週（2022年6月20日 - 2022年6月24日）
  - ようじのぢかん 7月第2週（2023年7月10日 - 2023年7月14日）
- STVニュース（STVラジオ、2012年7月 - 2024年9月、不定期）